# Castel del Piano (Perugia)
Castel del Piano is een plaats (frazione) in de Italiaanse gemeente Perugia.